# サンドラ・ブロックの恋する泥棒
『サンドラ・ブロックの恋する泥棒』（原題：Two If by Sea）は、1996年制作のアメリカ合衆国のクライム・コメディ映画。
日本でのビデオタイトルは『サンドラ・ブロック/恋する泥棒』。

## あらすじ
ロズは恋人のフランクと共にある屋敷から1枚の絵を盗み出し、ニューイングランドの小さな島にある高級リゾート地へやって来た。
ロズは幸せな結婚に憧れていて、フランクにきちんとした職業に就いて欲しいのだが、フランクは彼女の話を真剣に聞こうとせず、茶化してばかり。おまけに、フランクは下品な会話しかできないため、ロズのイライラは頂点に達しようとしていた。
そんなある日、ロズはエヴァンという青年実業家と出会う。彼の知的さとスマートさにロズは次第にひかれていく。一方、フランクは仲間のビーノと共にバイヤーに盗んだ絵を渡す手筈をつけ、受け渡し場所の古い倉庫に向かうが、突然そこに催涙弾が投げ込まれ、現れたガスマスクの男に絵が持ち去られてしまう。

## キャスト
※括弧内は日本語吹替。
- ロズ：サンドラ・ブロック（田中敦子）
- フランク・オブライエン：デニス・リアリー（荒川太郎）
- エヴァン・マーシュ：スティーヴン・ディレイン（速水奨）
- オマリーFBI捜査官：ヤフェット・コットー（稲葉実）
- フィッツィ：マイク・スター
- トッド：ジョナサン・タッカー
- ビーノ：ウェイン・ロブソン
- クイン：マイケル・バダルコ